# Tentdak

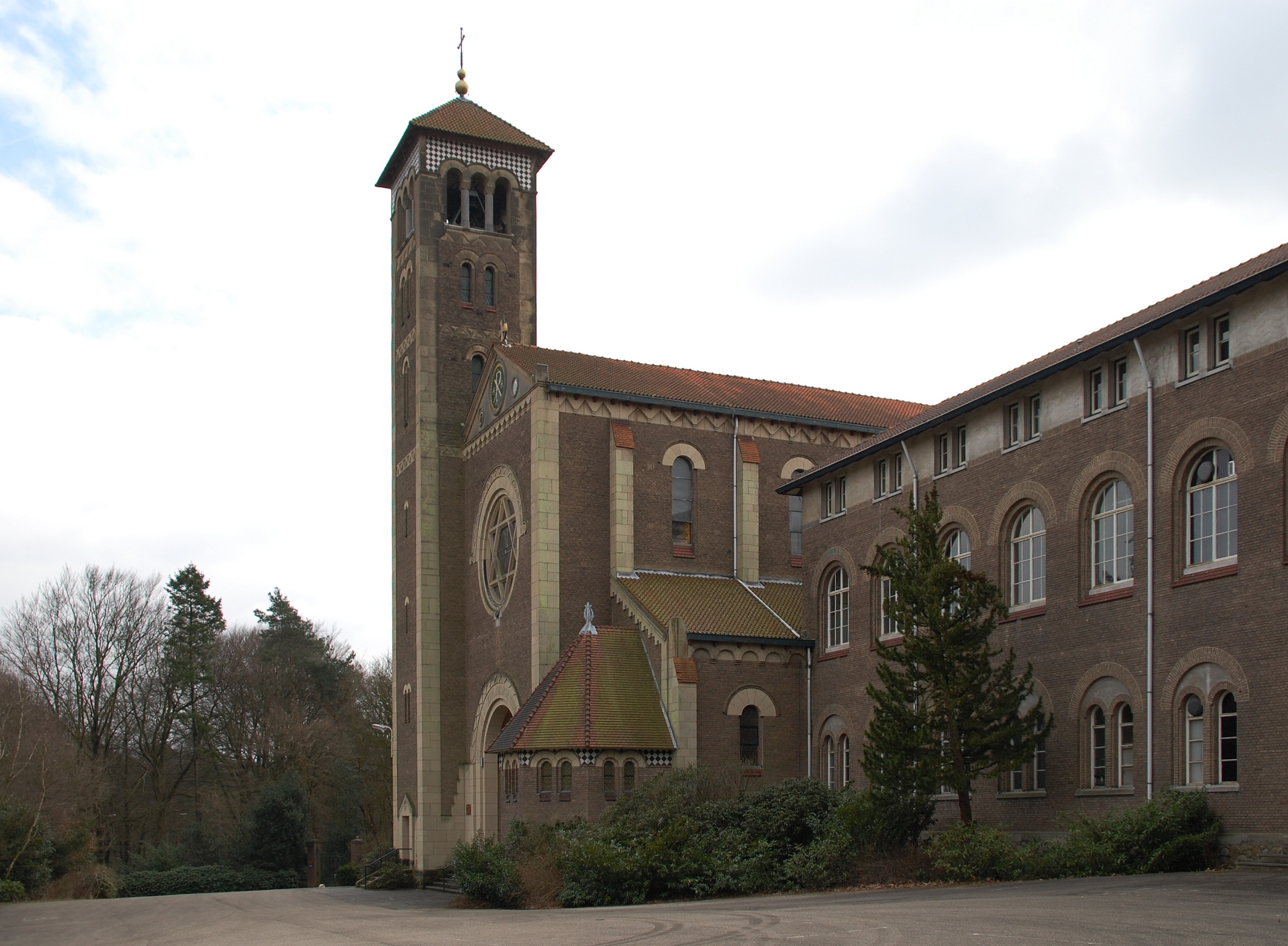
Neboklooster, de toren heeft een tentdak.

een tentdak met rechthoekig of vierkant grondplan

Een tentdak, paviljoendak, puntdak of piramidedak is een dakvorm die bestaat uit vier of meer driehoekige dakschilden die in één punt samenkomen: het nokpunt. De driehoekige dakschilden hoeven niet alle even groot te zijn. 
Wanneer een tentdak een vierkant grondvlak heeft met vier even grote dakschilden, wordt dit vaak een piramidedak genoemd. Met deze benaming refereert men dan aan de piramides zoals die in Egypte. Meetkundig gezien zijn ook andere tentdaken die geen vierkant grondvlak met vier even grote dakschilden hebben een piramide.
Wanneer een tentdak steil oplopende dakschilden heeft spreekt men ook wel van een torendak. Vaak zijn torendaken opgebouwd uit meer dan vier dakschilden. Zoals de naam al aangeeft zijn deze spits toelopende daken veelal te vinden op de top van torens en worden ook torenspits genoemd.
Een tentdak dat bestaat uit vele dakschilden met een grondvlak dat op een cirkel lijkt, wordt een kegeldak genoemd. 

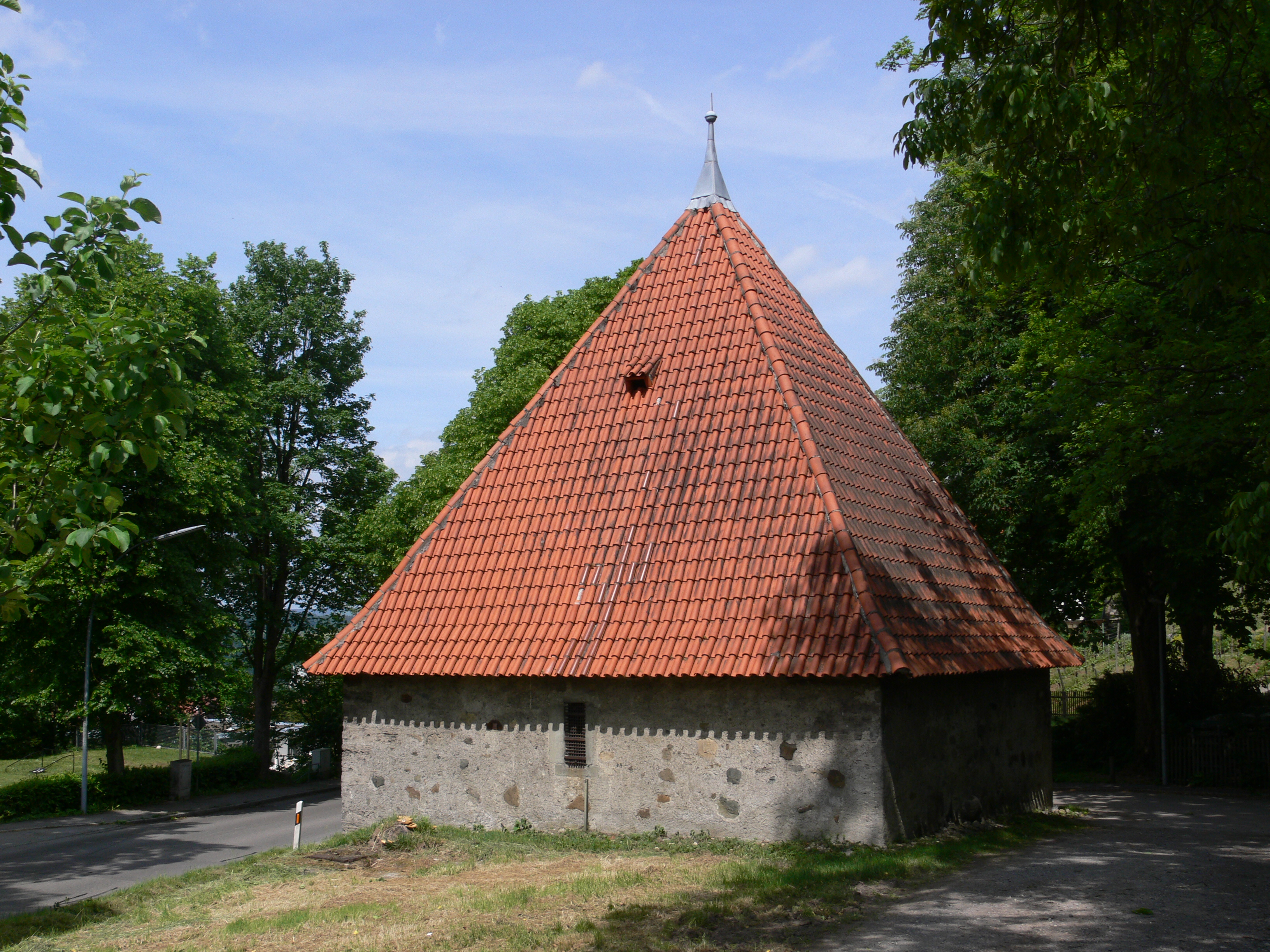
Een tentdak met nokpunt.
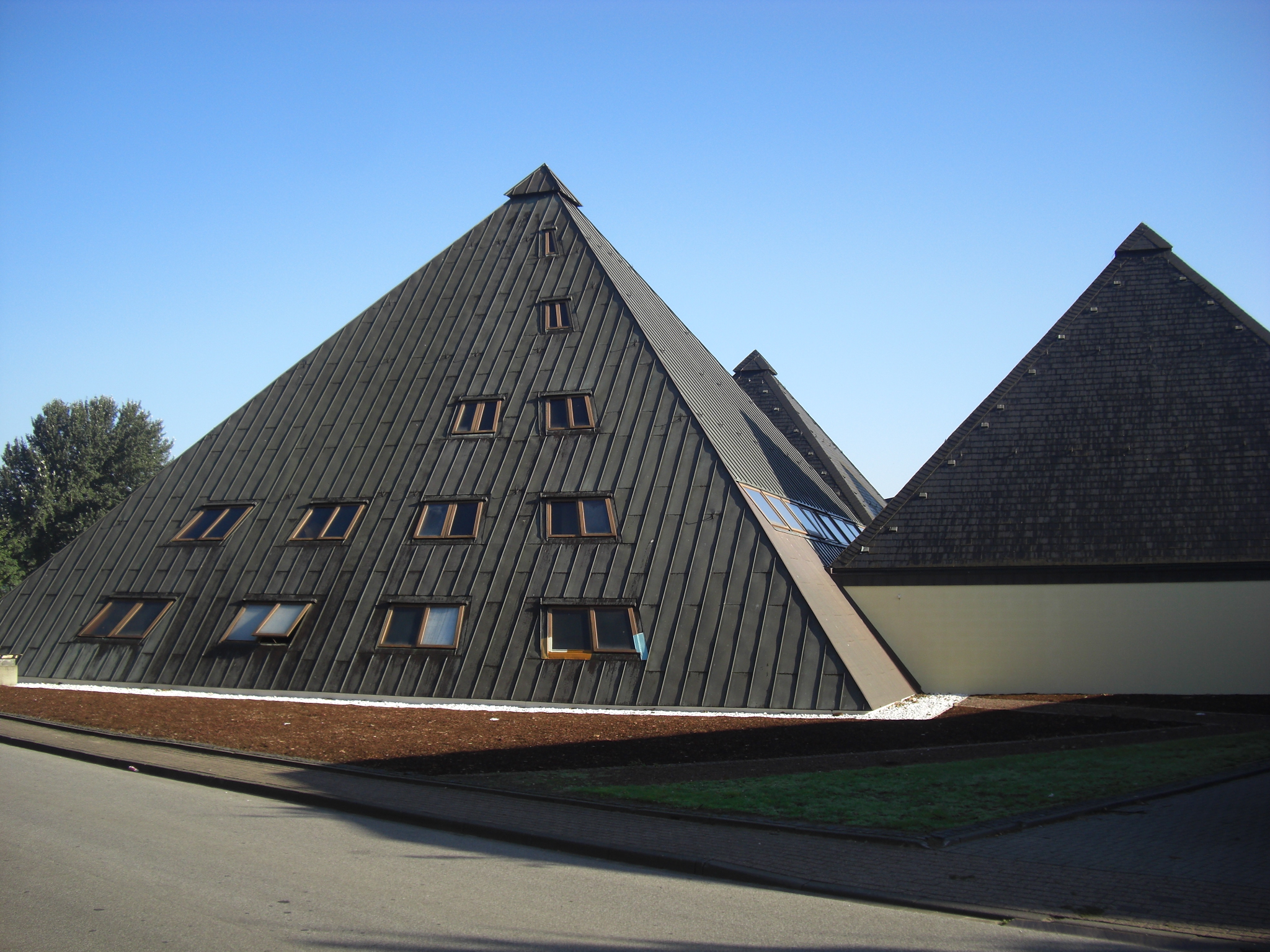
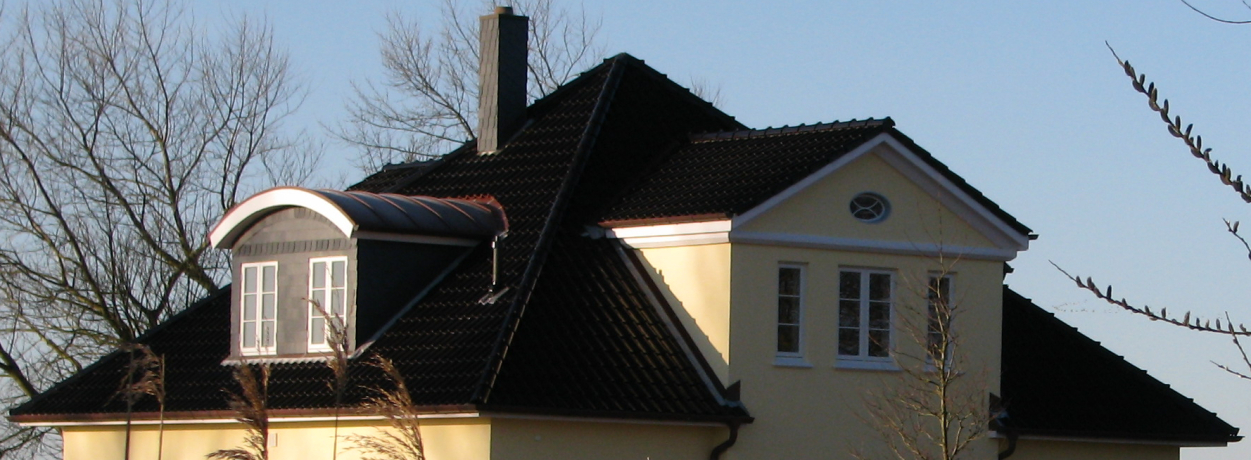

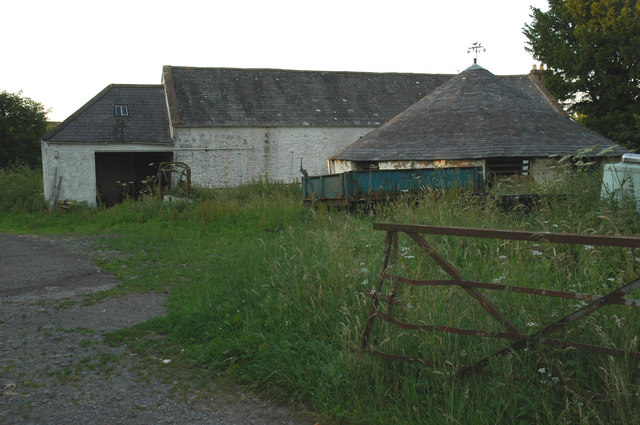
Rechts een rond tentdak: een kegeldak.
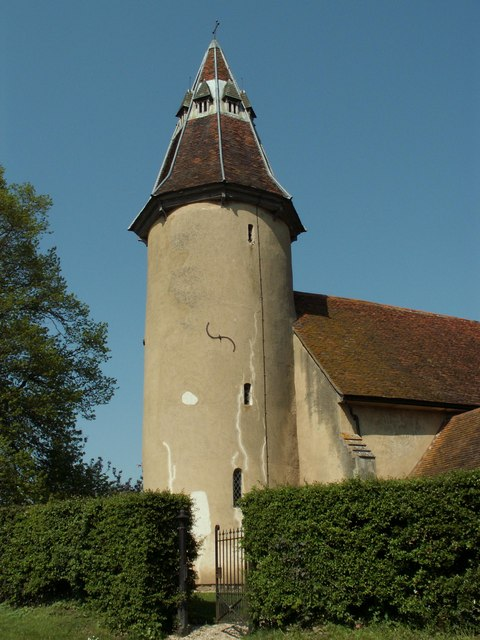
Rond tentdak op kerktoren: een torenspits.